# Охрана (организация)
«Охрана» (болг. Охрана; греч. Οχράνα), известна и как Центральный болгаромакедонский комитет — организация и военные соединения коллаборационистов, из числа славяноязычного (болгароязычного) меньшинства греческой Западной Македонии, созданные оккупационными властями, во время тройной, германо-итало-болгарской, оккупации Греции, в годы Второй мировой войны.
«Охрана» была создана для борьбы с греческими партизанами в регионе.
Отмечена соучастием в ряде военных преступлений против греческого населения региона.
3 добровольческих батальона «Охраны» были предоставлены в непосредственное распоряжение рейхсфюрера СС Генриха Гиммлера.
В современной Болгарии наблюдается тенденция реабилитации и героизации деятельности «Охраны», характеризуя её «милицией самообороны», против про-коммунистической Народно-освободительной армии Греции (ЭЛАС) и формирований греческих националистов.

## Предыстория
В ходе Балканских войн (1912-1913) греческая армия освободила, а затем закрепила за Грецией бо́льшую (южную) часть Османской Македонии. Греческое население оставшееся по ту сторону границ в сербской и болгарской Македонии предпочло перейти на греческую территорию. Этот фактор отчасти усилил удельный вес греческого населения греческой провинции Македонии. 
Я. Михаилидис из «Фонда Македонских исследований» отмечает в регионе в период 1913-1925 в общей сложности 17 миграционных потоков. 
Если среди влахов и евреев значительной миграции не наблюдалось, то греки, мусульмане (турки и разноязычные мусульмане) и болгары стали объектом межгосударственного обмена населением, согласно Нёйискому (1919) и Лозаннскому (1923) договорам. Греко-болгарскому обмену предшествовал исход греческого населения, в результате гонений из Восточной Румелии и западного Причерноморья в период 1906-1914. 
Исход болгарского населения начался с поражения Болгарии во Второй Балканской войне и продолжился после кратковременной болгарской оккупации некоторых областей Македонии в годы Первой мировой войны и нового поражения Болгарии. 
Югославские историки приняли статистические данные болгарского офицера Владимира Руменова (1879-1939), опубликованные в 1941 году, согласно которым 86.582 болгар эмигрировали из Греции в Болгарию и Сербию в период 1913-1928. При этом, если Руменов говорит о болгарах, то в югославской историографии они (как и сам Руменов) упоминались как «македонцы» 
В. Гунарис, из «Фонда Македонских исследований», пишет, что в общей сложности 53.000 славофонов покинули Македонию и Фракию после Первой мировой войны, и, одновременно, из региона отбыли 348.000 мусульман. Этот демографический вакуум с лихвой восполнили греческие беженцы из Малой Азии, из которых 500 тысяч поселились в аграрных районах Македонии, а 300 тысяч в её городах. В тот же период из Болгарии прибыли 30.000 греческих беженцев.

## Межвоенная статистика
К 1925 году обмены населением завершались. А. Паллис, член греко-болгарского комитета, утверждал, что в 1925 году в Греческой Македонии жители «болгарской ориентации», насчитывали 77.000 человек, то есть 5,3% её населения. Из них в номе Флорина 28.886 и в номе Касторья 9.680 человек» . 
Михаилидис пишет, что вероятно Паллис не учёл 76.098 человек славяноязычных сторонников Константинопольского патриархата «греческого самосознания», которых болгары именовали неологизмом «грекомане». Оценки Паллиса решительно повлияли на статистику Лиги Наций, деятели которой считали, что число славофонов Греческой Македонии колеблется между 80.000 и 100.000. Sir John Campbell считал, что их число не превышает 70.000 человек. При этом деятели Лиги наций использовали термины «Болгары» и «Болгарофоны», уточняя,что последние не враждебны к греческому государству. Эти оценки отражены на карте греческой Македонии, изданной Лигой Наций в 1926 году. 
Πо сравнению со значительным уменьшением числа «лиц болгарской ориентации», греческое население достигло 1.277.000 человек, 88,3% общего населения провинции Македония. 
Принимая максимальные цифры, славофоны (грекомане и экзархисты) не превышали 11% населения провинции Македония и 2,6%.населения всей Греции (6.204.684 по переписи 1928). Бо́льшее их число (75.384 -46% от общего числа ) проживало в Западной Македонии, где они составляли 27% населения. При этом, только во Флорине они составляли большинство (77%), в то время как в Касторие они составляли 45% населения. 
Согласно оценкам номарха Флорины, в юрисдикции которого находилась и Кастория, славяноязычное население региона в 1930 году насчитывало 76.370, включая двуязычных, при общем населении в 125.722 человек.

## Политическая ориентация славяноязычного меньшинства Западной Македонии до Второй мировой войны
В 1926 году обмены населением завершились. Греческие беженцы из Малой Азии расселялились в бывших мусульманских и мусульмано-христианских сёлах. Это создало неизбежное трение местного греческого и славяноязычного населения с беженцами, связанное с вопросами жилища и земли. Трения были перенесены и на политическую арену. Поскольку большинство беженцев были стοронниками «Партии либералов» Венизелоса, местные греки македоняне и славофоны, в своём большинстве, стали сторонниками монархистской «Народной партии»:21. 
И греки македоняне и славофоны, в тех же процентах (60-65 %), голосовали за правую Народную партию против Либералов. Умеренная политика властей в отношении славофонов была прервана диктатурой установленной генералом Метаксасом в 1936 году. 
Политика Метаксаса была направлена, в основном, против коммунистов, но затронула и славяноязычное меньшинство, не исключая даже славяноязычных македономахов (борцов за Греческую Μакедонию). В отличие от предыдущих десятилетий, в период диктатуры Метаксаса были применены жёсткие меры языковой ассимиляции примерно 85.000, согласно переписи, славофонов.
Кульминацией этой политики стал ряд указов, запрещавших использование языка, что преследовалось уголовно:22. 
Эта политика и бесконтрольное и произвольное применение этих мер, естественно вызвали недовольство и возродили или усилили скрытые про-болгарские чувства части славяноязычного населения и подогрели утихнувшие было греко-болгарские страсти времён Борьбы за Македонию :31. 
Последствия этих шагов не замедлили проявиться в последующие смутные военные годы.
Одновременно в этот период часть славяноязычного меньшинства сблизилась с гонимыми диктатурой коммунистами.

## Начало оккупации
С началом греко-итальянской войны 28 октября 1940 года, греческая армия отразила нападение Италии и перенесла военные действия на территорию Албании. Греческая победа стала первым поражением стран Оси во Второй мировой войне. Неудачное Итальянское весеннее наступление 1941 года вынудило Германию вмешаться. Вторжение, из союзной немцам Болгарии, началось 6 апреля. Немцы не смогли прорвать линию греческой обороны на греко-болгарской границе, но прошли к македонской столице, Фессалоники, через Югославию. После разложения югославской армии, кавалерийская дивизия Станотаса совершила переход к Флорине, которая была занята 10 апреля, вышедшей из югославской Битолы 1-й дивизией СС «Адольф Гитлер». Дивизия Станотаса 11 апреля остановила продвижение немцев. Heinz Richter пишет: «...Авангард элитной дивизии SS Адольф Гитлер попытался наступать через горный проход Писодери, но был отбит частями греческой Кавалерийской дивизии..». 
Успех Станотаса не позволил немцам отсечь греческие силы в Албании, которые 12 апреля начали отход. Немцы признали успех греческих кавалеристов: «Греческая Кавалерийская дивизия, которая защищала линию от Преспы до Клисуры, оборонялась с таким упорством, что проход в Писодери пал только 14 апреля...». 
14 апреля частям SS удалось сломить сопротивление ΧΧ пехотной дивизии и занять перевал Клисура. Станотас попытался прикрыть проход восточнее озера Кастория. Но утром 15 апреля авангард дивизии SS вступил в долину Кастории. Несмотря на героическое сопротивление Кавалерийской и ΧΙΙΙ дивизий немцы взяли Касторию, обойдя озеро с юга. Развитие событий, вынудило Кавалерийскую дивизию отойти к Пинду. 
При занятии немцами Флорины и Кастории, часть славофонов, с цветами и болгарскими знамёнами, встречала немцев. Это негативно выделило славофонов этих городов, на фоне поведения греческого населения:23. 
31 мая, после воздушно десантной операции Вермахта, пал Крит. Греция была разделена на 3 зоны оккупации: германскую, итальянскую и болгарскую. 
Немцы предоставили Болгарии оккупировать греческие Восточную Македонию и Западную Фракию вплоть до реки Стримонас, а также сербскую Вардарскую бановину 
27 июня немцы передали контроль региона Кастории итальянской дивизии «Πинероло». Итальянское командование, для соблюдения порядка вернуло к своим обязанностям греческую жандармерию, что было негативно принято проболгарской частью славяноязычного населения, поскольку противоречило её ожиданиям:23.

## Итальянская инициатива
С началом оккупации, итальянцы использовали в своих целях латиноязычное меньшинство влахов и создали на стыке Западной Македонии и Эпира марионеточное Пиндско-Мегленское княжество. Рост греческих партизанских сил к 1943 году вынудил итальянцев обратить внимание и на проболгарски настроенную часть славяноязычного населения в своей зоне оккупации. Отряды Народно-освободительной армии Греции (ЭЛАС) вступили 5 мая с триумфом в Несторио Западной Македонии. После этого итальянцы приступили к созданию организации «Болгаромакедонского комитета Оси», что шло навстречу болгарским реваншистским планам по созданию «Великой Болгарии».

## Фессалоникский болгарский клуб
Ещё в 1941 году, в немецкой оккупационной зоне, в столице Македонии, городе Фессалоники, был основан «Салоникский болгарский клуб». В нём участвовали офицеры болгарской армии. Одним из его основных организаторов был болгарский офицер Антон Калчев, уроженец Западной Македонии, получивший военное образование и многие годы живший в Германии. «Клуб» провозгласил своей целью защиту прав болгар в той части греческой Македонии, которая «осталась в пределах чужой администрации и поддержку оставшегося за пределами границ Болгарии болгарского населения Македонии».
Для этого, болгарская армия, после получения согласия командующего немецких сил на Балканах - фельдмаршала Листа отправила своих офицеров в итальянскую и немецкую зоны оккупации (Центральная Македония и Западная Македония), в качестве "офицеров связи". Эти офицеры, как правило, были уроженцами Македонии, эмигрировавшими в Болгарию со своими семьями, в ходе греко-болгарского обмена населениями. Большинство из них были членами проболгарской ВМРО и последователями Ивана Михайлова. Этим офицерам была дана установка сформировать милицию из славяноязычного населения
В 1942 году, «Болгарский клуб» запросил помощь Верховного командования, с тем, чтобы создать вооружённые части среди славяноязычного населения Македонии

## Болгарский комитет в Касторие
Первый отряд (80 человек) был сформирован в 1943 году в регионе Кастория болгарским агентом Калчевым, при поддержке главы итальянских оккупационных властей в Касторье, полковника А. Веньери. Веньери вооружил местные болгароязычные сёла, чтобы помочь в борьбе с растущей угрозой, которую представлял прокомунистический ЭЛАС, совершавший налёты на итальянские оккупационные силы в регионе. Итальянцы предоставили Охране оружие и мундиры, на которых было нашита надпись "Итало-Болгарский комитет — Свобода или Смерть".
Сразу после создания 5 марта 1943 года болгарского «Комитета» в Касторие было арестовано 42 видных граждан и 21 из них были расстреляны, за сотрудничество с греческими партизанами. «Комитет» призывал «болгар» вооружиться против партизан и просил итальянцев передать им контроль региона и политически присоединить к Болгарии:25. 
«Комитету» в Флорине и Касторие удалось вооружить значительную часть славяноязычного население областей, после чего по региону прошла волна насилия, направленного в основном против малоазийских беженцев:31. 
Одновременно, созданная ещё в 1941 году, в находившейся под немецкой оккупацией Флорине, организация „Охрана“ получила официальный статус.
12 марта 1943 года в Касторию прибыл генерал Джузепе дел Джудиче с инспекцией 3-го итальянского корпуса который подключил регулярные итальянские части в помощь болгарской организации. 
Кастория стала новым центром организации„Охрана“. В организацию вступили многие старые члены Внутренней македонской революционной организации и другие болгароязычные жители, поддавшиеся болгарской пропаганде.

## Деятельность Охраны
После создания „Охраны“ в Касторие и вооружения местного болгарского населения, обстановка в регионе изменилась коренным образом. Атаки греческих партизан были временно нейтрализованы и их активность значительно уменьшилась. Эти существенные военные успехи дали основание Калчеву обратиться к немецкому командованию в Эдессе. 
Здесь, наряду с существующим отрядом во Флорине и с разрещения немецких оккупационных властей, был сформирован аналогичный болгарский комитет и вооружены болгарские сёла..
В 1943 году, отряды Охраны насчитывали в регионе около 3,000 человек
Продолжая традиции четников ВМРО времён Борьбы за Македонию, эти отряды преследовали местное греческое население, включая идентефицирующих себя греками славофонов, арумын и беженцев из Малой Азии, видя в них препятствие для создания болгарской Македонии

## Батальоны в распоряжение Гиммлера
В августе 1943 года, старый лидер ВМРО Иван Михайлов инкогнито выехал из Загреба в Германию, где он посетил штаб-квартиру Службы безопасности (СД). Михаилов получил согласие на создание добровольческих батальонов, вооружённых немецким оружием. Более того, эти батальоны поступали в оперативное командование и распоряжение рейхсфюрера СС, Генриха Гиммлера. Дополнительно к этому, высокопоставленные представители СС и Центральный комитет ВМРО провели в Софии переговоры. Несмотря на конфиденциальный характер переговоров Михайлова и СД, болгарское правительство получило достаточную информацию о них. В этой связи и в дополнение к сельским отрядам, были также образованы 3 добровольческих батальона в регионах Кастории, Флорины и Эдессы. Они были организованы непосредственно ВМРО и присланными из Софии её функционерами и болгарскими офицерами. Батальоны получили название "Добровольческие батальоны ВМРО".

## Геополитические перемены
На протяжении войны греческое Сопротивления сковывало 10 немецких дивизий в континентальной Греции (140 тыс. человек) плюс части на Крите и других островах, а также 250 тыс. итальянцев (11-я армия (Италия)):27.
Необходимость освобождения частей для отправки на Восточный и другие фронты вынудила германское командование в июле 1943 года предоставить возможность болгарским союзникам расширить зону оккупации на греческие регионы Центральная Македония и Западная Македония.
При этом немцы, осознавая исторически сложившиеся, в отличие от дружественных греко-сербских отношений, враждебные греко-болгарские отношения (в докладе офицера Вермахта Венде «ненавистные болгары»), пыталось успокоить греческого «квислинга» И. Раллиса. После того как Раллис заявил, что подаст в отставку в случае передачи столицы Македонии, города Салоники, болгарам, наместник Рейха в Греции Гюнтер Альтенбург заявил ему: «Эти меры ни в коем случае не принимаются по политическим причинам, но чисто из военных соображений рационального использования немецких сил, таким образом эта сделка не ставит своей целью нарушить греческое господство в Македонии».
Массовая Демонстрация против расширения болгарской зоны оккупации в Афинах и опасность вовлечения в партизанскую войну ещё бо́льших масс греческого населения вынудили немцев отказаться от этой идеи. 
Борьба против греческих партизан в Западной и Центральной Македонии осталась за немецкими войсками при поддержке соединений коллаборационистов включая Охрану. 
Не пытаясь более высвободить войска за счёт расширения болгарской зоны, германское командование было вынуждено перебросить в Грецию части из других европейских стран в частности из Польши:73.
Одновременно германское командование пыталось частично решить проблему за счёт переброски в Грецию частей из немецких штрафников (Штрафная дивизия 999), а также «иностранных» соединений — таких, как Батальон особого назначения «Бергманн», Арабский легион «Свободная Арабия» и т.д.
После выхода Италии из войны 3 сентября 1943 года, командование ЭЛАС провело операцию по переходу на свою сторону дивизии “Пинероло”, части которой были расположены в Фессалии и Западной Македонии. Пытаясь предотвратить подобное развитие событий, немецкие части стали занимать итальянскую зону. Итальянский гарнизон Кастории после трёхдневного боя сдался 2-му немецкому полку Brandenburg:81.
Болгарская «Охрана» в Касторье перешла под немецкое командование.

## Реорганизация «Охраны» и участие в военных преступлениях
С помощью немецких оккупационных властей, сельские роты «Охраны» в Касторие были реорганизованы в части территориальной обороны и переворужены, после чего то же самое было проделано и с болгарской милицией во Флорине и Эдессе. Милиции территориальной обороны Кастории и Эдессы приняли активное участие в карательных операциях немецких войск против греческих партизан. 
В результате подобных операций, в апреле 1944 года отряды болгарских коллаборационистов приняли участие, вместе с 7 полком СС (7th SS Panzer Grenadier Regiment), в резне 250 женщин и детей в селе Клисура около Кастории.
Летом 1944, года «Охрана» насчитывала около 12,000 местных боевиков и «добровольцев» из Болгарии, на которых, согласно некоторым болгарским авторам, «была возложена защита местного населения»
Однако партизанские отряды ЭЛАС вскоре вынудили «Охрану» к отступлению и разгромили множество её групп. Полковник Мирчев, в своём рапорте в адрес болгарского генштаба от 5 июня 1944 года, докладывал, что партизаны ЭЛАС взяли в плен местный отряд в 28 человек. 
21 августа греческие партизаны атаковали оплот ВМРО село Поликерасо (Черешница) Кастории. После ожесточённого боя греческие партизаны убили 20 и взяли в плен 300 боевиков "Охраны". Село было разрушено. В сентябре партизаны ЭЛАС, в ходе своего наступления, вывели из строя две роты территориальной части "Охраны" в Эдессе.

## Создание Славяномакедонского фронта
Попытки созданного коммунистами Национально-освободительного фронта (ЭАМ) вырвать славяноязычное население из под влияния сотрудников оккупантов первоначально имели весьма ограниченный успех. Кроме коренного греческого населения региона, ЭАМ поддерживали в основном малоазийские беженцы. 
До того, нигде в Греции КПГ и ЭАМ не создавали отдельных организаций Сопротивления языковых или этнических меньшинств. Алексиу считает, что целью создания Славяномакедонского народно-освободительного фронта (СНОФ) было вырвать славофонов из под влияния болгарской пропаганды и «Комитета» («Охраны»):31.
Несмотря на то, что к моменту создания СНОФ в рядах ЭЛАС воевали около 2 тысяч человек из славяноязычного меньшинства, КПГ считала, что результативность её работы в общинах меньшинства была ниже ожидаемой, поскольку «славофоны были подвергнуты сильному влиянию сербских автономистских кругов». Под давлением этих событий, КПГ выступила с инициативой создания СНОФ (Славомакедонски Народен Освободителен Фронт) :117.
Создание СНОФ было связано также с деятельностью в регионе Кастории четников «Охраны», в силу чего формирование отдельной организации под прямым руководством КПГ и ЭЛАС получило поддержку компартии Югославии 
Часть славяноязычного населения последовала за греческими коммунистами и присоединилась к борьбе против оккупантов и болгарских агентов. 
СНОФ Кастории был основан 25 декабря 1943 на учредительной конференции в селе Полианемо (Крчишча). Учредителная конференция СНОФ в регионе Флорина была проведена 26-27 декабря в селе Дросопиги (Бел камен). СНОФ в целом удалось достигнуть основных целей его создателей. Под его давлением ряд сёл отказался от сотрудничества с Македоно-болгарским комитетом. Некоторые бывшие члены Охраны перешли в руковидимый греческими коммунистами СНОФ

## Роспуск «Охраны»
Непосредственно перед сменой власти произведенной в Болгарии 9 сентября 1944 года, Иван Михайлов по предложению Адольфа Гитлера прибыл из Софии в Скопье. Понимая, что судьба Македонии предрешена, он отказался принять участие в создании про-германской Независимой республики Македония с помощью Охраны и структур бывшей ВМРО. 
«Охрана» была распущена в конце 1944 года, когда немецкие и болгарские войска были вынуждены покинуть территорию Греции 
Калчев бежал из Греческой Македонии вслед за немецкой армией, но почти сразу после пересечения греческо-югославской границы, недалеко от города Битола, попал в плен югославским партизанам, которые передали его отрядам ЭЛАС. 
Те, в свою очередь, передали его англичанам, как и других греческих коллаборационистов. 
В 1948 году он предстал в Салониках перед трибуналом, в качестве военного преступника, был присуждён к смерти и расстрелян.

## Внешние ссылки
- OHRANA and persecution of Bulgar-Macedonians by Greeks
- България и Беломорието (октомври 1940 - 9 септември 1944 г.) Военнополитически аспекти. Димитър Йончев (“Дирум”, София, 1993) Архивная копия от 9 сентября 2013 на Wayback Machine
- Във и извън Македония - спомени на Пандо Младенов,  Македонска Трибуна. Архивная копия от 18 февраля 2012 на Wayback Machine
- Southwestern Macedonia 1941 - 1944 Архивная копия от 6 августа 2020 на Wayback Machine
- "OHRANA" in Aegean Macedonia (1942-1944)- a comparative analysis. Архивная копия от 16 мая 2015 на Wayback Machine
- Modern and Contemporary Macedonia, vol. II, 64-103.Macedonia in the 1940s - Yiannis D. Stefanidis Архивная копия от 14 сентября 2000 на Wayback Machine
- Im Schatten des Krieges. Besatzung oder Anschluss - Befreiung oder Unterdrückung?. Eine komparative Untersuchung über die bulgarische Herrschaft in Vardar-Makedonien 1915-1918 und 1941-1944 Reihe: Studien zur Geschichte, Kultur und Gesellschaft Südosteuropas Jahr: 2005 Архивная копия от 6 августа 2016 на Wayback Machine ISBN 3-8258-7997-6
- Добрин Мичев. Българското национално дело в Югозападна Македония (1941 — 1944 г.) Архивная копия от 6 августа 2020 на Wayback Machine
- Македония. История и политическа съдба. Том 3, Георги Даскалов и колектив, София, 1998 г.
- Участта на българите в Егейска Македония, 1936-1946, Политическа и военна история, Георги Даскалов, София, 1999 г.
- Национално-освободително движение на македонските българи 1878-1944. Том 4, Георги Даскалов, София, 2003 г.
- Macedonia's Secret Army: IMRO Militias of Southwestern Macedonia
- Vic Nicholas, IMRO Militia And Volunteer Battalions Of Southwestern Macedonia, 1943–1944. като Word document Архивная копия от 20 июля 2006 на Wayback Machine
- Вангел Ајановски Оче. Егејски бури — Револуционерното движење во Воденско и НОФ во Егејска Македоница, Скопје, 1975. стр.122-123
- Report on the Macedonian Movement in Area Florina 1944. (By Capt. P. H. Evans, Force 133)
- Стојан Киселиновски. Егејскиот дел на Македонија (1913-1989) , Скопје, 1990 стр. 133.
- Yiannis D. Stefanidis. Macedonia in the 1940s.Modern and Contemporary Macedonia, vol. II, 64-103. [5]
- Пандо Младенов. „Въ и извънъ Македония. Спомени“. Архивная копия от 18 февраля 2012 на Wayback Machine
- Χρυσοχόος, Αθανάσιος Ι., „Η κατοχή εν Μακεδονία. Βιβλίον Β'. Η δράση της βουλγαρικής προπαγάνδας, τεύχος Β' 1943-1944“, Ε.Μ.Σ. 15, Θεσσαλονίκη 1950.
- Οχράνα Архивная копия от 2 апреля 2015 на Wayback Machine